# Star 744
Star 744 — среднетоннажный грузовой автомобиль производства завода грузовых автомобилей «Star» в городе Стараховице (ПНР).

## Описание
Автомобиль Star 744 представляет собой дальнейшее развитие семейства автомобилей Star 244.
Кабины автомобиля могут быть как одинарными трёхместными, так и двойными шестиместными.
Впереди установлена лебёдка с электроприводом 45 кн.
В 1999 году в Польскую армию поступило 32 модели, а в 2000 году, перед снятием с производства — 50.